# Natação no Campeonato Mundial de Esportes Aquáticos de 2015 - 100 m borboleta masculino
A prova dos 100 metros borboleta masculino da natação no Campeonato Mundial de Esportes Aquáticos de 2015 ocorreu nos dias 7 de agosto e 8 de agosto em Cazã na Rússia. 

## Recordes
Antes desta competição, os recordes mundiais e do campeonato nesta prova eram os seguintes:
| Tipo                  | Atleta         | Tempo | Local | Data                |
| --------------------- | -------------- | ----- | ----- | ------------------- |
|                       | Michael Phelps | 49.82 | Roma  | 1 de agosto de 2009 |
| Recorde do campeonato | Michael Phelps | 49.82 | Roma  | 1 de agosto de 2009 |

## Medalhistas
| Ouro               | Prata             | Bronze                 |
| Chad le Clos (RSA) | László Cseh (HUN) | Joseph Schooling (SIN) |

## Resultados

### Eliminatórias
Esses foram os resultados das eliminatórias.
| Pos. | Bateria | Raia | Nadador              | Nacionalidade    | Tempo | Notas  |
| ---- | ------- | ---- | -------------------- | ---------------- | ----- | ------ |
| 1    | 6       | 6    | László Cseh          | Hungria          | 50.91 | Q,     |
| 2    | 7       | 4    | Tom Shields          | Estados Unidos   | 51.09 | Q      |
| 3    | 7       | 7    | Li Zhuhao            | China            | 51.54 | Q, WRJ |
| 4    | 6       | 4    | Konrad Czerniak      | Polónia          | 51.58 | Q      |
| 5    | 8       | 6    | Joseph Schooling     | Singapura        | 51.65 | Q,     |
| 6    | 7       | 2    | Takuro Fujii         | Japão            | 51.76 | Q      |
| 7    | 7       | 6    | Paweł Korzeniowski   | Polónia          | 51.79 | Q      |
| 8    | 8       | 4    | Chad le Clos         | África do Sul    | 51.83 | Q      |
| 9    | 7       | 1    | Matteo Rivolta       | Itália           | 51.88 | Q      |
| 10   | 7       | 5    | Tim Phillips         | Estados Unidos   | 51.90 | Q      |
| 10   | 8       | 7    | Steffen Deibler      | Alemanha         | 51.90 | Q      |
| 12   | 6       | 3    | Piero Codia          | Itália           | 51.94 | Q      |
| 13   | 8       | 2    | Mehdy Metella        | França           | 52.07 | Q      |
| 14   | 7       | 3    | Jayden Hadler        | Austrália        | 52.17 | Q      |
| 15   | 8       | 1    | Tommaso D'Orsogna    | Austrália        | 52.22 | Q      |
| 16   | 6       | 5    | Pavel Sankovich      | Bielorrússia     | 52.29 | Q      |
| 17   | 6       | 2    | Adam Barrett         | Reino Unido      | 52.33 |        |
| 18   | 5       | 2    | Santiago Grassi      | Argentina        | 52.36 |        |
| 19   | 6       | 8    | Thomas Laxton        | Reino Unido      | 52.37 |        |
| 20   | 8       | 8    | Evgeny Koptelov      | Rússia           | 52.38 |        |
| 21   | 6       | 7    | Takeshi Kawamoto     | Japão            | 52.45 |        |
| 22   | 8       | 3    | Vyacheslav Prudnikov | Rússia           | 52.47 |        |
| 23   | 7       | 9    | Viktor Bromer        | Dinamarca        | 52.53 |        |
| 24   | 7       | 8    | Arthur Mendes        | Brasil           | 52.55 |        |
| 25   | 6       | 9    | Luis Martínez        | Guatemala        | 52.72 |        |
| 26   | 8       | 5    | Yauhen Tsurkin       | Bielorrússia     | 52.73 |        |
| 27   | 5       | 4    | Alexandru Coci       | Roménia          | 52.89 |        |
| 27   | 5       | 5    | Andreas Vazaios      | Grécia           | 52.89 |        |
| 29   | 5       | 1    | Nico van Duijn       | Suíça            | 52.94 |        |
| 30   | 5       | 7    | Ryan Pini            | Papua-Nova Guiné | 53.02 |        |

| Ver o restante da classificação | Ver o restante da classificação | Ver o restante da classificação | Ver o restante da classificação | Ver o restante da classificação | Ver o restante da classificação | Ver o restante da classificação |
| Pos.                            | Bateria                         | Raia                            | Nadador                         | Nacionalidade                   | Tempo                           | Notas                           |
| ------------------------------- | ------------------------------- | ------------------------------- | ------------------------------- | ------------------------------- | ------------------------------- | ------------------------------- |
| 31                              | 8                               | 9                               | Ivan Lenđer                     | Sérvia                          | 53.04                           |                                 |
| 32                              | 3                               | 6                               | Robert Žbogar                   | Eslovênia                       | 53.10                           |                                 |
| 33                              | 5                               | 0                               | Jan Šefl                        | Chéquia                         | 53.21                           |                                 |
| 34                              | 4                               | 5                               | Simon Sjödin                    | Suécia                          | 53.40                           |                                 |
| 35                              | 4                               | 1                               | Omar Eissa                      | Egito                           | 53.68                           |                                 |
| 35                              | 6                               | 0                               | Albert Subirats                 | Venezuela                       | 53.68                           |                                 |
| 37                              | 3                               | 3                               | Guy Barnea                      | Israel                          | 53.76                           |                                 |
| 37                              | 5                               | 9                               | Geoffrey Cheah                  | Hong Kong                       | 53.76                           |                                 |
| 39                              | 4                               | 3                               | Ben Hockin                      | Paraguai                        | 53.92                           |                                 |
| 40                              | 4                               | 4                               | Mario Todorović                 | Croácia                         | 54.00                           |                                 |
| 41                              | 5                               | 6                               | Glenn Sutanto                   | Indonésia                       | 54.18                           |                                 |
| 42                              | 3                               | 1                               | Zuhayr Pigot                    | Suriname                        | 54.20                           |                                 |
| 43                              | 4                               | 7                               | Nuno Quintanilha                | Portugal                        | 54.27                           |                                 |
| 44                              | 3                               | 5                               | Abbas Qali                      | Kuwait                          | 54.35                           |                                 |
| 45                              | 4                               | 2                               | Ralf Tribuntsov                 | Estónia                         | 54.38                           |                                 |
| 46                              | 3                               | 8                               | Franco Reyes                    | Panamá                          | 54.49                           |                                 |
| 47                              | 4                               | 6                               | Bradlee Ashby                   | Nova Zelândia                   | 54.57                           |                                 |
| 48                              | 4                               | 9                               | Esnaider Reales                 | Colômbia                        | 54.63                           |                                 |
| 49                              | 3                               | 4                               | Tadas Duškinas                  | Lituânia                        | 54.76                           |                                 |
| 50                              | 7                               | 0                               | Daniel Ramírez                  | México                          | 55.28                           |                                 |
| 51                              | 3                               | 9                               | Teimuraz Kobakhidze             | Geórgia                         | 55.37                           |                                 |
| 52                              | 2                               | 4                               | Ifa Paea                        | Tonga                           | 55.80                           |                                 |
| 53                              | 3                               | 0                               | Ayman Kelzi                     | Síria                           | 55.84                           |                                 |
| 54                              | 3                               | 7                               | Raphaël Stacchiotti             | Luxemburgo                      | 55.96                           |                                 |
| 55                              | 2                               | 5                               | Ralph Goveia                    | Zâmbia                          | 56.34                           |                                 |
| 56                              | 2                               | 1                               | Nouamane Batahi                 | Marrocos                        | 57.11                           |                                 |
| 57                              | 2                               | 6                               | Aldo Castillo                   | Bolívia                         | 57.38                           |                                 |
| 58                              | 2                               | 2                               | Winter Heaven                   | Samoa                           | 57.47                           |                                 |
| 59                              | 2                               | 9                               | Joshua Daniel                   | Santa Lúcia                     | 57.66                           |                                 |
| 60                              | 2                               | 3                               | Cherantha de Silva              | Sri Lanka                       | 57.79                           |                                 |
| 61                              | 2                               | 0                               | Oumar Touré                     | Mali                            | 58.00                           |                                 |
| 62                              | 2                               | 8                               | Boško Radulović                 | Montenegro                      | 58.10                           |                                 |
| 63                              | 1                               | 3                               | Ifeakachuku Nmor                | Nigéria                         | 58.48                           |                                 |
| 64                              | 2                               | 7                               | Batsaikhan Dulguun              | Mongólia                        | 58.57                           |                                 |
| 65                              | 1                               | 4                               | Sovijja Pou                     | Camboja                         | 58.92                           |                                 |
| 66                              | 1                               | 5                               | Hasan Sadeq                     | Iraque                          | 59.58                           |                                 |
| 67                              | 1                               | 6                               | Ismaël Kane                     | Senegal                         | 1:00.94                         |                                 |
| 68                              | 1                               | 7                               | Hannibal Gaskin                 | Guiana                          | 1:01.47                         |                                 |
| 69                              | 1                               | 2                               | Thint Myat                      | Myanmar                         | 1:02.78                         |                                 |
| 70                              | 1                               | 1                               | Hilal Hemed Hilal               | Tanzânia                        | 1:03.87                         |                                 |
| 71                              | 1                               | 0                               | Mark Hoare                      | Essuatíni                       | 1:04.76                         |                                 |
| 72                              | 1                               | 8                               | Belly-Cresus Ganira             | Burundi                         | 1:07.16                         |                                 |
| 73                              | 1                               | 9                               | Chaoili Aonzoudine              | Comores                         | 1:21.89                         |                                 |
| 74                              | 3                               | 2                               | Hoàng Quý Phước                 | Vietname                        | 99.99 !                         | DNS                             |
| 74                              | 4                               | 0                               | Dylan Carter                    | Trinidad e Tobago               | 99.99 !                         | DNS                             |
| 74                              | 4                               | 8                               | Louis Croenen                   | Bélgica                         | 99.99 !                         | DNS                             |
| 74                              | 5                               | 3                               | Rafael Muñoz                    | Espanha                         | 99.99 !                         | DNS                             |
| 74                              | 5                               | 8                               | Mauricio Fiol                   | Peru                            | 99.99 !                         | DNS                             |
| 74                              | 6                               | 1                               | Thiago Pereira                  | Brasil                          | 99.99 !                         | DNS                             |
| 74                              | 8                               | 0                               | Mateo González                  | México                          | 99.99 !                         | DNS                             |

### Semifinal
Esses foram os resultados das semifinais. 
Semifinal 1
| Pos. | Raia | Nadador         | Nacionalidade  | Tempo | Notas |
| ---- | ---- | --------------- | -------------- | ----- | ----- |
| 1    | 4    | Tom Shields     | Estados Unidos | 51.03 | Q     |
| 2    | 6    | Chad le Clos    | África do Sul  | 51.11 | Q     |
| 3    | 5    | Konrad Czerniak | Polónia        | 51.29 | Q     |
| 4    | 3    | Takuro Fujii    | Japão          | 51.58 |       |
| 5    | 1    | Jayden Hadler   | Austrália      | 52.09 |       |
| 6    | 2    | Tim Phillips    | Estados Unidos | 52.14 |       |
| 7    | 7    | Piero Codia     | Itália         | 52.22 |       |
| 8    | 8    | Pavel Sankovich | Bielorrússia   | 52.63 |       |

Semifinal 2
| Pos. | Raia | Nadador            | Nacionalidade | Tempo | Notas  |
| ---- | ---- | ------------------ | ------------- | ----- | ------ |
| 1    | 4    | László Cseh        | Hungria       | 51.03 | Q      |
| 2    | 5    | Li Zhuhao          | China         | 51.33 | Q, WRJ |
| 3    | 1    | Mehdy Metella      | França        | 51.39 | Q,     |
| 4    | 3    | Joseph Schooling   | Singapura     | 51.40 | Q,     |
| 5    | 6    | Paweł Korzeniowski | Polónia       | 51.51 | Q      |
| 6    | 2    | Matteo Rivolta     | Itália        | 51.64 | =      |
| 7    | 7    | Steffen Deibler    | Alemanha      | 52.07 |        |
| 8    | 8    | Tommaso D'Orsogna  | Austrália     | 52.26 |        |

### Final
Esse foi o resultado da final. 
| Pos.              | Raia | Nadador            | Nacionalidade  | Tempo | Notas            |
| ----------------- | ---- | ------------------ | -------------- | ----- | ---------------- |
| Medalha de ouro   | 3    | Chad le Clos       | África do Sul  | 50.56 | Recorde africano |
| Medalha de prata  | 5    | László Cseh        | Hungria        | 50.87 | Recorde nacional |
| Medalha de bronze | 1    | Joseph Schooling   | Singapura      | 50.96 | Recorde asiático |
| 4                 | 4    | Tom Shields        | Estados Unidos | 51.06 |                  |
| 5                 | 7    | Mehdy Metella      | França         | 51.24 | Recorde nacional |
| 6                 | 6    | Konrad Czerniak    | Polónia        | 51.28 |                  |
| 7                 | 8    | Paweł Korzeniowski | Polónia        | 51.46 |                  |
| 8                 | 2    | Li Zhuhao          | China          | 51.66 |                  |

Legenda
| Recorde mundial       | Recorde mundial (World record)               |                       | Recorde africano                      | Recorde africano (African) |                                           | Q | Classificado por posição (Qualified) |
| Recorde do campeonato | Recorde do campeonato (Championship record)  | Recorde da América    | Recorde da América (Americas)         | q                          | Classificado por melhor tempo (Qualified) |   |                                      |
| Melhor marca do ano   | Melhor marca do ano (World leading)          | Recorde asiático      | Recorde asiático (Asian)              | DNS                        | Não largou (Did not start)                |   |                                      |
| Recorde nacional      | Recorde nacional (National record)           | Recorde europeu       | Recorde europeu (European)            | DNF                        | Não terminou (Did not finish)             |   |                                      |
| Recorde pessoal       | Recorde pessoal do atleta (Personal best)    | Recorde da Oceania    | Recorde da Oceania (Oceania)          | DSQ / DQ                   | Desclassificado (Disqualified)            |   |                                      |
| Recorde da temporada  | Recorde da temporada do atleta (Season best) | Recorde sul-americano | Recorde sul-americano (South America) | NM                         | Sem marca (No mark)                       |   |                                      |